# Let Me Live
Singles de Queen
I Was Born to Love You
(1996) You Don't Fool Me
(1996)
Let Me Live est une chanson du groupe de rock britannique Queen, sortie en single en 1996. Elle est extraite de l'album Made in Heaven sorti en 1995. Freddie Mercury chante le premier couplet, Roger Taylor chante le second et enfin Brian May chante le dernier couplet. Avec John Deacon, tous chantent les chœurs, également accompagnés par d'autres choristes.

## Autour de la chanson
À l'origine, cette chanson avait été enregistrée en 1983 avec Rod Stewart et devait figurer sur l'album The Works de Queen, sorti en 1984.
La version initiale, retravaillée pour l'album Made in Heaven, est légèrement modifiée à cause de problèmes de copyright puisqu'elle ressemblait à la chanson Piece of My Heart interprétée par Erma Franklin, sœur aînée d'Aretha Franklin.

## Clip vidéo
Le clip de Let Me Live est réalisé par Bernard Rudden. Il est l'un des deux seuls avec celui de You Don't Fool Me de l'album Made in Heaven à figurer sur la vidéo Made in Heaven: The Films et en même temps à promouvoir le single à la télévision. Il n'existe pas de clip plus traditionnel composé par exemple d'un montage d'archives du groupe, comme cela a été le cas pour d'autres clips du même album. Sous-titré Return Trip, le clip raconte l'histoire d'un couple au bord de la rupture et devenu incapable de communiquer l'un avec l'autre.

## Liste des titres

### CD single
| No | Titre                                       | Durée |
| -- | ------------------------------------------- | ----- |
| 1. | Let Me Live                                 | 4:48  |
| 2. | My Fairy King (BBC Session, février 1973)   | 4:07  |
| 3. | Doing All Right (BBC Session, février 1973) | 4:13  |
| 4. | Liar (BBC Session, février 1973)            | 6:29  |

### Version alternative
| No | Titre                                                   | Durée |
| -- | ------------------------------------------------------- | ----- |
| 1. | Let Me Live                                             | 4:48  |
| 2. | Fat Bottomed Girls (version album, remastering digital) | 4.18  |
| 3. | Bicycle Race (remastering digital)                      | 3.04  |
| 4. | Don't Stop Me Now (remastering digital)                 | 3.30  |

## Crédits
- Freddie Mercury : chant principal (1er couplet) et chœurs et piano.
- Brian May : chant principal (3e couplet), chœurs, guitare électrique et orgue
- Roger Taylor : chant principal (2e couplet et pont), chœurs, batterie et percussions
- John Deacon : guitare basse et chœurs.
- Rebecca Leigh-White, Gary Martin, Catherine Porter et Miriam Stockley : chœurs

## Classements hebdomadaires
| Classement (1996)              | Meilleure position |
| ------------------------------ | ------------------ |
| Allemagne (GfK Entertainment)  | 67                 |
| Pays-Bas (Single Top 100)      | 28                 |
| Royaume-Uni (UK Singles Chart) | 9                  |
| Royaume-Uni (UK Rock Chart)    | 1                  |